# N617 (België)
De N617 is een gewestweg in de Belgische provincie Luik. De weg verbindt Luik met de N64 in Hoei. De lengte is ongeveer 32 kilometer.
De ligt de gehele route op de linkeroever (noord/west oever) van de Maas. Het beginpunt ligt ten noorden van Parc d'Avroy in Luik.
Vrijwel aan de gehele route ligt aan de overzijde van de Maas de N90.

## Plaatsen langs de N617
- Luik
- Tilleur
- Flémalle-Grande
- Ivoz-Ramet
- Engis
- Amay
- Ampsin
- Hoei

## N617-varianten
Om het drukke verkeer in goede banen te leiden zijn er rond de N617 verschillende infrastructurele verbindingsstukken en bypasses aangelegd die ieder een eigen nummer hebben gekregen. Deze nummers zijn niet op de weg zelf zichtbaar.

### N617a
De N617a is een onderdeel van de N617 in Luik. Het vormt de van zuid naar noord route ter hoogte van het Parc d'Avroy. De N617 zelf gaat hier van noord naar zuid. Beide wegen eindigen/beginnen bij het kruispunt met de Rue Saint-Gilles. De N617a heeft een lengte van ongeveer 1,1 kilometer.

### N617b
De N617b verbindt de N617 met de N684 in Ampsin. De lengte is ongeveer 1,3 kilometer. De N617 zelf gaat onder de viaduct van de N684 door.

### N617c
De N617c verbindt de N617 (langs de Maas) met de N699 en N656 in Seraing. De lengte is 200 meter. De straatnaam heet Rue Nihar.

### N617d
De N617d verbindt de N617 bij Hermalle-sous-Huy met de N90 en N90e aan de overzijde van de Maas via de Pont d'Hermalle en de Rue du Pont. De route heeft een lengte van ongeveer 850 meter.

### N617e
De N617e verbindt de N617 bij Hoei met de N90 en N90h aan de overzijde van de Maas via de Pont del'Europe. De lengte is 365 meter. Vroeger had de weg het wegnummer N600.

### N617f
De N617f is een verbindingslus bij Hoei. De weg verbindt de N617 met de N617e, omdat aan de westzijde van de N617 geen op- en afrit gelegen is. Doordat vanaf de N617 eerst de toerit komt van de N617f en pas ongeveer 200 meter later de afrit is het mogelijk om op deze manier cirkeltjes te rijden.
De N617f heeft een lengte van ongeveer 400 meter. De weg had vroeger het wegnummer N600b.